# Ahu Vinapu
Ahu Vinapu è un sito archeologico del Cile sull'isola di Pasqua. Sono presenti mura megalitiche in opera poligonale che richiamano lo stile costruttivo precolombiano del Perù.